# Tangerine Circus
Tangerine Circus es una banda mexicana de rock progresivo originaria de la Ciudad de México. En sus primeros años, comenzaron con un estilo más orientado al metal, pero con el tiempo evolucionaron hasta consolidarse como uno de los actos progresivos más prometedores de México durante la década de 2010.

## Historia
Eduardo Mariné, Daniel Hernández y Luis Mauricio Sánchez se conocieron en la escuela secundaria en 2005. Su admiración por bandas como Dream Theater e Iron Maiden los llevó a formar su primera banda a los 17 años. En sus inicios, interpretaron principalmente covers de artistas que solían escuchar, como Mägo de Oz y Metallica, entre otros. Posteriormente, la banda, que adoptó el nombre de Metalurgia, incorporó al guitarrista Daniel Moreno.
Metalurgia fue una plataforma musical inicial para los integrantes, pero en 2008 Hernández y Mariné decidieron dar un paso más ambicioso. Inspirados por bandas como Symphony X y Dream Theater, comenzaron a trabajar en un proyecto paralelo enfocado en el metal progresivo. A esta nueva banda se unió el guitarrista Francesc Messeguer, y, unos meses después, Sánchez también se integró al grupo. El proyecto fue bautizado como Urania, nombre que más tarde sería utilizado para su álbum debut.

### Tangerine Circus, primeras obras musicales y demos (2009-2012)
En 2009, la banda adoptó el nombre Tangerine Circus, inspirado en Tangerine Dream y propuesto por Francesc Messeguer. A partir de entonces, comenzaron a trabajar en sus primeras composiciones, que más tarde formarían parte de su álbum debut, Urania, con excepción de "Into Her Traveling Mind", escrita casi cuatro años después. Durante este período, la banda realizó varios shows en vivo, presentando principalmente covers y, en ocasiones, algunas de sus nuevas canciones, como "Cycle of Madness" y "The Wings".
En 2010, la banda comenzó a trabajar en nuevas composiciones para su segundo álbum, The Conspiracy Chronicles. Para este proyecto, iniciaron la búsqueda de un quinto integrante: un cantante a tiempo completo. En 2012, con Naoki Sasamoto como vocalista principal, comenzaron la grabación de la primera versión de The Conspiracy Chronicles. Sin embargo, debido a limitaciones presupuestarias y la rapidez del proceso, el resultado fue un demo que serviría como base para la versión final grabada algunos años después. A finales de 2012, Sasamoto dejó la banda, lo que llevó a que los miembros originales asumieran las tareas vocales, con cada uno interpretando la voz principal en diferentes canciones.. 

### Primeros lanzamientos:UraniayThe Conspiracy Chronicles(2013-2016)
A principios de 2013, Mariné propuso regrabar los dos primeros trabajos musicales de la banda en el estudio que recién había fundado. Con la banda autoproduciendo su material y Mariné a cargo de la ingeniería y mezcla, Tangerine Circus logró un nuevo nivel de control y detalle en sus producciones. El proceso tomó casi un año y medio, tiempo durante el cual regrabaron y reorganizaron su material existente para darle su forma final.
Durante este periodo, compusieron "Into Her Traveling Mind", la primera canción de Urania, como respuesta a la necesidad de una apertura impactante y emocionante para el álbum. Además, "Advent of the Thinking", un instrumental originalmente omitido del segundo álbum por falta de tiempo, fue revisado por Messeguer y Mariné, grabado y finalmente incluido en la versión definitiva del disco.
La banda lanzó la nueva versión de Urania en formato digital el 21 de mayo de 2015, seguida por la versión renovada de The Conspiracy Chronicles el 1 de julio del mismo año.
En 2016, la banda logró lanzar de forma independiente la primera edición en CD de sus dos álbumes, en un formato de disco doble que incluía Urania y The Conspiracy Chronicles. Sin embargo, debido a limitaciones de espacio en la versión en CD, la canción "Spheres" fue excluida de The Conspiracy Chronicles y quedó disponible exclusivamente como descarga gratuita en su sitio web.

### A Brief Encounter With Myself (2016-presente)[6]
A finales de 2016, Tangerine Circus comenzó a trabajar en el material para su tercer álbum, cuyo lanzamiento estaba planeado para finales de 2017. El 26 de agosto de ese año, la banda publicó en su sitio web un anuncio informando que el álbum estaba completo. Posteriormente, el 22 de diciembre, revelaron oficialmente el título del disco: A Brief Encounter With Myself, junto con la lista completa de canciones. Además, anunciaron un concierto especial programado para el 3 de febrero, en el que presentarían su nueva música junto a Ágora, una de las bandas de rock progresivo más importantes de México.

## Estilo musical

### Influencias
Tangerine Circus tiene sus raíces principalmente en el rock progresivo y el metal, con influencias colectivas de bandas como Dream Theater, Iron Maiden, Porcupine Tree y King Crimson, entre otras. Sin embargo, las aportaciones individuales de sus miembros, provenientes de géneros como el funk y la música electrónica, enriquecen y diversifican el sonido distintivo de la banda.
En su página web, cada uno de ellos enumera sus cinco álbumes favoritos: 
 

### Características
La revista Prog describió su música como "una verdadera Narnia de subgéneros progresivos".

### Miembros actuales
- Francesc Messeguer - voz, guitarras (2008-presente)
- Eduardo Mariné – voz, teclados, sintetizadores y piano (2008-actualidad)
- Luis Mauricio Sánchez - voz, bajo, guitarras (2008-presente)
- Daniel Hernández - batería, voz (2008-presente)

- Naoki Sasamoto – voz principal (2012)

## Discografía
Álbumes de estudio
- Urania (2015)
- Las crónicas de la conspiración (2015)
- Un breve encuentro conmigo mismo (2018)